# Dutee Chand
Dutee Chand (* 3. Februar 1996 in Gopalpur, Odisha) ist eine indische Leichtathletin, welche sich auf den 100- und 200-Meter-Lauf spezialisiert hat. Sie nahm für Indien an den Olympischen Sommerspielen 2016 und 2020 teil.

## Karriere
Nachdem Dutee Chand an den Asienmeisterschaften 2013 in Pune teilgenommen hat und im 200-Meter-Lauf hinter Wiktorija Sjabkina aus Kasachstan und ihrer Landsfrau Asha Roy den dritten Platz belegt hatte, nahm sie wenige Tage später an den Jugendweltmeisterschaften im RSK Olimpijskyj in der Ukraine teil und belegte im 100-Meter-Lauf den sechsten Platz, über 200 Meter schied sie in der ersten Runde aus. Im Jahr darauf gewann sie bei den Juniorenasienmeisterschaften den Titel über 200 Meter und mit der indischen 4-mal-400-Meter-Staffel. 2015 nahm sie an den Asienmeisterschaften in Wuhan teil und verpasste mit der 4-mal-100-Meter-Staffel als Vierte knapp eine Medaille.
Im Februar 2016 nahm sie an den Hallenasienmeisterschaften in Doha teil und gewann dort in 7,37 s die Bronzemedaille im 60-Meter-Lauf. Damit qualifizierte sie sich für die Hallenweltmeisterschaften in Portland, bei denen sie bis in das Halbfinale gelangte. Zudem gewann sie bei den Südasienspielen in Guwahati in 24,14 s die Silbermedaille über 200 Meter hinter ihrer Landsfrau Srabani Nanda und gewann über 100 Meter in 11,75 s Bronze hinter Rumeshika Rathnayake aus Sri Lanka und ihrer Landsfrau Nanda. Zudem sicherte sie sich mit der 4-mal-100-Meter-Staffel in 45,79 s die Silbermedaille hinter Sri Lanka. Am 25. Juni 2016 verbesserte Dutee Chand in Almaty den indischen Rekord im 100-Meter-Lauf auf 11,24 Sekunden. In diesem Jahr wurde sie zudem von der Indian Olympic Association für die Olympischen Sommerspiele in Rio de Janeiro nominiert. Dort startete sie über die 100 Meter, sie schied in der ersten Runde aus und belegte insgesamt den 50. Platz.
Vom 6. bis 9. Juli 2017 nahm Dutee Chand an den Asienmeisterschaften 2017 in Bhubaneswar teil. Während sie im 200-Meter-Lauf mit Platz vier knapp eine Medaille verpasste, gewann sie über die 100 Meter hinter den beiden Kasachinnen Wiktorija Sjabkina und Olga Safronowa Bronze. Zudem gewann sie mit der indischen 4-mal-100-Meter-Staffel hinter Kasachstan und der Volksrepublik China eine weitere Bronzemedaille. Sie wurde zudem von der Athletics Federation of India für die Weltmeisterschaften 2017 in London nominiert. In den Vorläufen zum 100-Meter-Lauf schied sie aus und belegte insgesamt den 38. Platz. Zwei Wochen später erreichte sie bei der Sommer-Universiade in Taipeh das Halbfinale über 100 Meter. Anfang September nahm sie an den Asian Indoor & Martial Arts Games in Aşgabat teil und wurde dort in 7,44 s Vierte im 60-Meter-Lauf. Ende August 2018 nahm sie erstmals an den Asienspielen in Jakarta teil und gewann dort über 100 und 200 Meter jeweils die Silbermedaille hinter der Bahrainerin Edidiong Odiong. Im Jahr darauf gewann sie bei den Asienmeisterschaften in Doha in 23,24 s die Bronzemedaille im 200-Meter-Lauf hinter der Bahrainerin Salwa Eid Naser und der Kasachin Safronowa. Über 100 Meter wurde sie in 11,44 s Fünfte und belegte mit der indischen Staffel in 43,81 s den vierten Platz. Im Juli siegte sie bei ihrer zweiten Teilnahme an den Studentenweltspielen in Neapel in 11,32 s über 100 Meter. Über 200 Meter belegte sie in 23,30 s Rang fünf und schied mit der indischen Staffel mit 46,23 s im Vorlauf aus. Sie nahm Ende September auch an den Weltmeisterschaften in Doha teil und schied dort über 100 Meter mit Vorlauf aus. 2021 verbesserte sie in Patiala ihren eigenen Landesrekord über 100 Meter auf 11,17 s und qualifizierte sich über diese Distanz über die Weltrangliste für die Olympischen Sommerspiele in Tokio, bei denen sie mit 11,54 s in der ersten Runde ausschied. Auch über 200 Meter kam sie mit 23,85 s nicht über die Vorrunde hinaus.
2022 startete sie bei den Hallenweltmeisterschaften in Belgrad und kam dort mit 7,35 s nicht über die erste Runde über 60 Meter hinaus.
2013 und 2015 wurde Chand indische Meisterin über 100 und 200 Meter sowie 2015 und 2021 auch mit der 4-mal-100-Meter-Staffel und 2019 über 200 Meter. Sie ist Studentin an der Kalinga Institute of Industrial Technology in Bhubaneswar.
Wegen Verstößen gegen die Anti-Doping-Bestimmungen wurde Chand 2023 für vier Jahre gesperrt.

## CAS-Klage
Bei den Commonwealth Games 2014 in Glasgow wurde Dutee Chand aufgrund von zu hohen Testosteron-Werten disqualifiziert. Zudem hätte bei ihr dann die IAAF-Regelung gegriffen, welche besagt, dass sich Sportlerinnen mit einem nicht der Norm entsprechenden Hormonspiegel einer Therapie unterziehen mussten, um unter den festgesetzten Richtwert von 10 nmol pro Liter zu bleiben. Gegen diese Regelung zog sie vor den Internationalen Sportgerichtshof, kurz CAS. Im Jahr 2015 fällte er das Urteil, dass die Regelung ausgesetzt werden muss, bis wissenschaftliche Beweise geliefert werden, welche bestätigen, dass hyperandrogene Athletinnen einen deutlichen Leistungsvorteil haben. Im Juli 2017 veröffentlichte die IAAF eine Studie, die belegte, dass Frauen mit hohen Testosteron-Werten Vorteile im Bereich von 1,8 bis 4,5 Prozent in den Disziplinen 400 Meter, 400 Meter Hürden, 800 Meter, Hammerwurf und Stabhochsprung haben. Am 19. Januar 2018 entschied der Internationale Sportgerichtshof (CAS), dass die umstrittene Regel zur Hyperandrogenämies des Leichtathletik-Weltverbandes IAAF für weitere sechs Monate ausgesetzt bleibt, und die IAAF bis dahin mitteilen solle, wie der Verband seine Vorschrift umzusetzen gedenkt.

## Privates
Im Mai 2019 bekannte sich Dutee Chand als erste Sportlerin Indiens öffentlich in einem Zeitungsinterview zu ihrer Homosexualität.

## Persönliche Bestzeiten
- 100 Meter: 11,17 s (0,0 m/s), 21. Juni 2021 in Patiala (indischer Rekord)
  - 60 Meter (Halle): 7,28 s, 19. Februar 2016 in Doha (indischer Rekord)
- 200 Meter: 23,00 s (+0,1 m/s), 28. August 2018 in Jakarta
- 400 Meter: 55,55 s, 4. Juni 2013 in Chennai